# Olav Jordet
Olav Jordet   (Tolga, 27 de desembre de 1939) és un biatleta noruec, ja retirat, que va competir durant la dècada de 1960.
El 1964 va prendre part en els Jocs Olímpics d'Hivern d'Innsbruck, on guanyà la medalla de bronze en la prova dels 20 quilòmetres del programa de biatló. Quatre anys més tard, als Jocs de Grenoble, formant equip amb Ola Wærhaug, Magnar Solberg i Jon Istad, guanyà la medalla de plata en el relleu 4x7,5 quilòmetres.
En el seu palmarès també destaquen quatre medalles d'or i dues de bronze en els sis Campionats del món de biatló que disputà.